# Jorge I da Alexandria
Jorge foi o Patriarca de Alexandria entre 621 e 631.